# Lawrence Washington (1659-1698)
Lawrence Washington ([ˈwɔʃʃinton]; Bridges Creek, 1659 – Warner Hall, febbraio 1698) è stato un militare e politico statunitense.

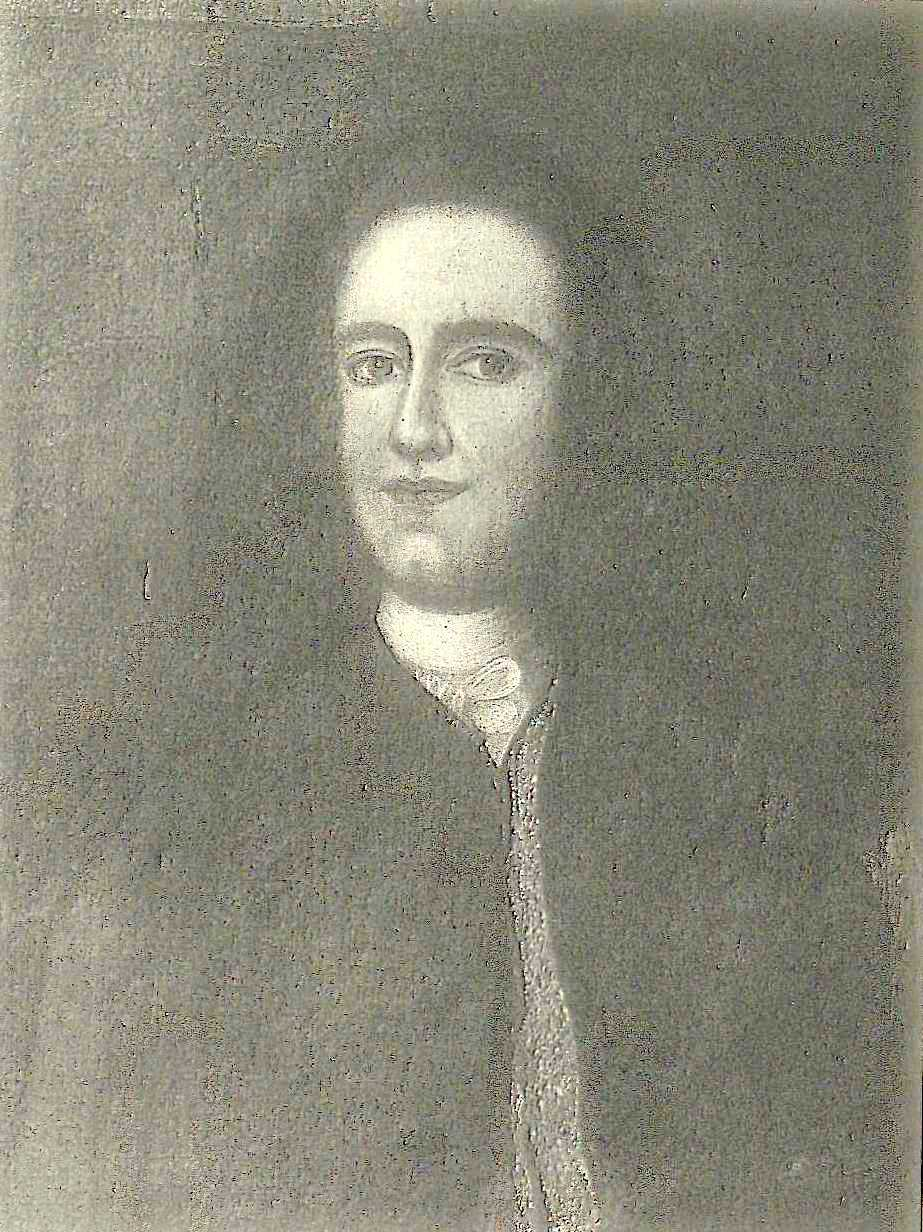

Fu un planter e un proprietario di schiavi, nonché nonno paterno del generale George Washington, primo presidente degli Stati Uniti.

## Biografia

### I primi anni
Lawrence Washington era il figlio primogenito del tenente colonnello John Washington (originario dell'Essex, in Inghilterra) e della sua prima moglie, Anne Pope. Nato nel 1659 nella residenza di suo padre a Bridges Creek, nella contea di Westmoreland, in Virginia, aveva due fratelli: John (c. 1660 – 1698) e Anne Wright (c. 1660 – 1697).
Lawrence prese il nome dal suo nonno paterno, il reverendo Lawrence Washington (1602-1653).
Ancora giovanissimo, Lawrence venne inviato in Inghilterra per poter compiere i propri studi e intraprendere quelli di giurisprudenza per divenire un avvocato.
Alla morte di suo padre, Washington ereditò due possedimenti presso il fiume Potomac: Mattox Creek (1850 acri) e Little Hunting Creek (2500 acri) (area che sarà poi rinominata in Mount Vernon dal nipote omonimo di Lawrence).
Egli non si dedicò largamente alla cura delle terre, avendo maggiori interessi nella politica e nelle materie legislative piuttosto che nella piantagione. Lawrence venne nominato sceriffo della contea di Westmoreland e venne eletto alla House of Burgesses della Virginia nel 1685.
Nel 1688, Lawrence sposò Mildred Warner, una delle figlie di Mildred Reade e del ricco planter della contea di Gloucester, Augustine Warner Jr. Dalla moglie ebbe tre figli: John (1692–1746), Augustine (1694–1743) e Mildred (1698–1747). Lawrence morì all'età di 38 anni nel febbraio del 1698, lo stesso anno della nascita della sua ultima figlia.
A seguito della sua morte, Mildred Warner Washington si risposò con George Gale, il quale trasferì la famiglia a Whitehaven, in Inghilterra. Mildred morì nel 1701 all'età di 30 anni a seguito di un ulteriore parto difficoltoso. Il suo testamento stabiliva che Gale sarebbe divenuto il tutore di tutti i suoi figli, ma nel 1704 il cugino di Lawrence, John Washington, si appellò per avere la custodia dei bambini presso di sé. A quel punto i tre bambini tornarono in Virginia sotto la sua cura e vissero con lui a Chotank Creek, dove lui pure era proprietario terriero.

### Figli avuti da Mildred Warner
- John Washington III (1692–1746)
- Augustine Washington (1694–1743)
- Mildred Washington (1698–1747)

## Albero genealogico
|                     |                     |                  | Genitori             |  |  | Nonni |  |  | Bisnonni            |  |  | Trisnonni         |  |
|                     |                     |                  |                      |  |  |       |  |  | Lawrence Washington |  |  | Robert Washington |  |
|                     |                     |                  |                      |  |  |       |  |  | Lawrence Washington |  |  | Robert Washington |  |
|                     |                     | Elizabeth Lyte   |                      |  |  |       |  |  | Lawrence Washington |  |  |                   |  |
| Lawrence Washington |                     |                  |                      |  |  |       |  |  | Lawrence Washington |  |  |                   |  |
|                     |                     | Margaret Butler  | William Butler       |  |  |       |  |  |                     |  |  |                   |  |
|                     |                     | Margaret Butler  | William Butler       |  |  |       |  |  |                     |  |  |                   |  |
|                     |                     | Margaret Butler  | Margaret Greeke      |  |  |       |  |  |                     |  |  |                   |  |
| John Washington     |                     | Margaret Butler  |                      |  |  |       |  |  |                     |  |  |                   |  |
|                     |                     | John Twigden     | Thomas Twigden       |  |  |       |  |  |                     |  |  |                   |  |
|                     |                     | John Twigden     | Thomas Twigden       |  |  |       |  |  |                     |  |  |                   |  |
|                     |                     | John Twigden     | Amphyllis Anne Watts |  |  |       |  |  |                     |  |  |                   |  |
| Amphillis Twigden   |                     | John Twigden     |                      |  |  |       |  |  |                     |  |  |                   |  |
|                     |                     | Anne Dickens     | William Dickens      |  |  |       |  |  |                     |  |  |                   |  |
|                     |                     | Anne Dickens     | William Dickens      |  |  |       |  |  |                     |  |  |                   |  |
|                     |                     | Anne Dickens     | Anne Thornton        |  |  |       |  |  |                     |  |  |                   |  |
| Lawrence Washington |                     | Anne Dickens     |                      |  |  |       |  |  |                     |  |  |                   |  |
|                     | Thomas Richard Pope | …                |                      |  |  |       |  |  |                     |  |  |                   |  |
|                     | Thomas Richard Pope | …                |                      |  |  |       |  |  |                     |  |  |                   |  |
|                     | Thomas Richard Pope | …                |                      |  |  |       |  |  |                     |  |  |                   |  |
| Col. Nathaniel Pope | Thomas Richard Pope |                  |                      |  |  |       |  |  |                     |  |  |                   |  |
|                     |                     | Elizabeth Thomas | …                    |  |  |       |  |  |                     |  |  |                   |  |
|                     |                     | Elizabeth Thomas | …                    |  |  |       |  |  |                     |  |  |                   |  |
|                     |                     | Elizabeth Thomas | …                    |  |  |       |  |  |                     |  |  |                   |  |
| Anna Pope           |                     | Elizabeth Thomas |                      |  |  |       |  |  |                     |  |  |                   |  |
|                     |                     | John Luce Fox    | Rev. John Foxe       |  |  |       |  |  |                     |  |  |                   |  |
|                     |                     | John Luce Fox    | Rev. John Foxe       |  |  |       |  |  |                     |  |  |                   |  |
|                     |                     | John Luce Fox    | Agnes Randall        |  |  |       |  |  |                     |  |  |                   |  |
| Lucy Ann Fox        |                     | John Luce Fox    |                      |  |  |       |  |  |                     |  |  |                   |  |
|                     |                     | Susannah Smith   | …                    |  |  |       |  |  |                     |  |  |                   |  |
|                     |                     | Susannah Smith   | …                    |  |  |       |  |  |                     |  |  |                   |  |
|                     |                     | Susannah Smith   | …                    |  |  |       |  |  |                     |  |  |                   |  |
|                     |                     | Susannah Smith   |                      |  |  |       |  |  |                     |  |  |                   |  |